# 良村镇 (习水县)
良村镇，是中华人民共和国贵州省遵义市习水县下辖的一个乡镇级行政单位。

## 行政区划
良村镇下辖以下地区：
良村街道社区、良村、大安村、后田村、吼滩村、羊化村和茶园村。